# Вашингтон Тауншип (округ Глостер, Нью-Джерсі)
Вашингтон Тауншип (англ. Washington Township) — селище (англ. township) в США, в окрузі Глостер штату Нью-Джерсі. Населення — 48 677 осіб (2020).

## Демографія
Згідно з переписом 2010 року, у селищі мешкало 48 559 осіб у 17 287 домогосподарствах у складі 13 332 родин. Було 17810 помешкань
Расовий склад населення:
| - 87,7 % — білих - 5,8 % — чорних або афроамериканців - 3,8 % — азіатів - 0,1 % — корінних американців |

До двох чи більше рас належало 1,7 %. Частка іспаномовних становила 3,7 % від усіх жителів.
За віковим діапазоном населення розподілялося таким чином: 24,0 % — особи молодші 18 років, 63,5 % — особи у віці 18—64 років, 12,5 % — особи у віці 65 років та старші. Медіана віку мешканця становила 40,6 року. На 100 осіб жіночої статі у селищі припадало 92,7 чоловіків;  на 100 жінок у віці від 18 років та старших — 89,0 чоловіків також старших 18 років.
Середній дохід на одне домашнє господарство  становив 102 074 долари США (медіана — 85 892), а середній дохід на одну сім'ю — 115 160 доларів (медіана — 98 330). Медіана доходів становила 70 203 долари для чоловіків та 51 613 долари для жінок. За межею бідності перебувало 3,7 % осіб, у тому числі 4,6 % дітей у віці до 18 років та 3,4 % осіб у віці 65 років та старших.
Цивільне працевлаштоване населення становило 24 193 особи. Основні галузі зайнятості: освіта, охорона здоров'я та соціальна допомога — 28,6 %, роздрібна торгівля — 12,3 %, науковці, спеціалісти, менеджери — 10,8 %.